# Ferrocarriles Hankyū
La compañía Ferrocarriles Hankyū (阪急電鉄株式会社, Hankyū Dentetsu Kabushiki-gaisha) es una compañía privada de ferrocarriles que proporcionan servicios interurbanos en la zona septentrional de Kansai, en el área de Keihanshin (京阪神), entre ciudades como Osaka, Kioto, Kōbe y localidades más pequeñas que se encuentran en los alrededores. Su terminal principal se encuentra en la estación Hankyū Umeda (阪急梅田) en Osaka. El color tradicional de los vagones es marrón, y se puede acceder al sistema usando tarjetas PiTaPa e ICOCA. 
La red de Hankyū da servicio cada día a 1.950.000 personas y ofrece varios tipos de trenes expreso sin cargo adicional.

## Líneas

Mapa de la red de la compañía.

La compañía Hankyū opera tres líneas principales y siete líneas ramales:
- Línea Kōbe (Umeda – Sannomiya)
  - Línea Itami (Tsukaguchi – Itami)
  - Línea Imazu (Imazu – Nishinomiya-kitaguchi – Takarazuka)
  - Línea Kōyō (Shukugawa – Kōyōen)
  - Línea Kōbe Kōsoku (Sannomiya – Shinkaichi; los trenes operan en la Línea Tōzai del Ferrocarril de Tránsito Rápido de Kōbe)
- Línea Takarazuka (Umeda – Takarazuka)
  - Línea Minoo (Ishibashi – Minoo)
- Línea Kioto (Umeda – Kawaramachi)
  - Línea Senri (Tenjimbashisuji Rokuchōme – Awaji – Kita-Senri; servicio recíproco a la Línea Sakaisuji del Metro de Osaka)
  - Línea Arashiyama (Katsura – Arashiyama)

Los servicios que operan en las líneas Kōbe y Takarazuka usan trenes diferentes que los servicios que operan en la Línea Kioto para razones históricas.

## Historia

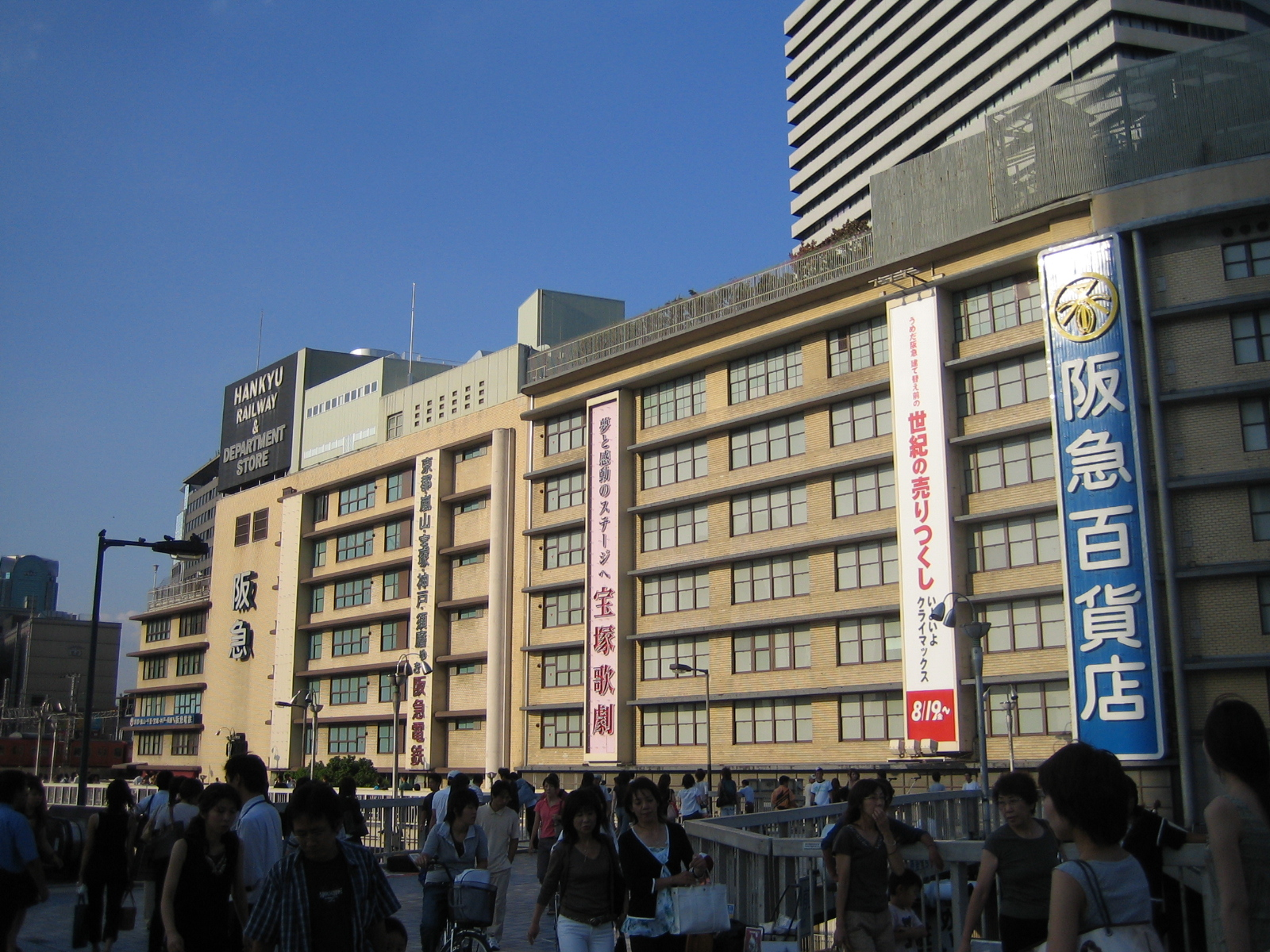
Terminal de Hankyū a la estación de Umeda y los grandes almacenes situados sobre ella.

La compañía Tranvía Eléctrica Minoo Arima (箕面有馬電気軌道株式会社Minoo-Arima Denki Kido), que fue la precursora de Hankyu Hanshin Holdings, fue establecida por Ichizo Kobayashi en 1907, tras lo cual fueron abiertas las líneas de ferrocarril desde Umeda a Takarazuka (la línea Takarazuka) y desde Ishibashi a Minoh (la línea Minoo) en el 10 de marzo de 1910.
En el 4 de febrero de 1918, la compañía Tranvía Eléctrica Minoo Arima fue renombrado a la compañía Ferrocarril Rápido de Hanshin (阪神急行電鉄株式会社 Hanshin Kyūkō Dentetsu Kaibushiki-gaisha). Las líneas Kōbe y Itami fueron inauguradas el 16 de julio de 1920; la línea Kōbe circuló entre las estaciones Jūsō y Kamitsutsui, mientras que la línea Itami circuló entre las estaciones Tsukaguchi y Itami. En el año 1936, la línea Kōbe fue extendido de la estación Ōji-kōen a la estación Sannomiya; la estación Kamitsutsui fue cerrado en el año 1940. 
Un equipo de béisbol profesional fue creado por Hankyū entre los años 1936 y 1937; este equipo (los Hankyu Braves) fue una propiedad de Hankyū entre los años 1937 y 1988.
En el año 1943, la compañía Hankyū fue fusionado con la compañía Ferrocarril Eléctrico de Keihan para crear la compañía Ferrocarril Rápido de Keihanshin (京阪神急行電鉄株式会社 Keihanshin Kyūkō Dentetsu Kabushiki-gaisha). Sin embargo, en el año 1949, la compañía Keihan fue dividido de la compañía Keihanshin.
En el año 1968, la línea Kōbe inauguró servicios recíprocos con la Línea Tōzai del Ferrocarril de Tránsito Rápido de Kōbe y la Línea Sanyō de la compañía Ferrocarril Eléctrico de Sanyō. Cuando la línea Sakaisuji del metro de Osaka fue inaugurado en el 6 de diciembre de 1969, el terminal de la línea Senri en la estación Tenjinbashi fue reemplazado con la estación Tenjimbashisuji Rokuchōme de la línea Sakaisuji; las dos líneas fue conectado para proveer un servicio recíproco entre las estaciones Kita-Senri y Dōbutsuen-mae (la línea Sakaisuji fue extendido a la estación Tengachaya en el año 1993).
En el 1 de octubre de 2006, Hankyū se convirtió en una empresa matriz del Ferrocarril Hanshin; la empresa matriz de las compañías Hankyū y Hanshin es la compañía Hankyu Hanshin Holdings. La compra de acciones de la compañía Hanshin por la compañía Hankyū fue completado en el 20 de junio de ese año.

## Trenes

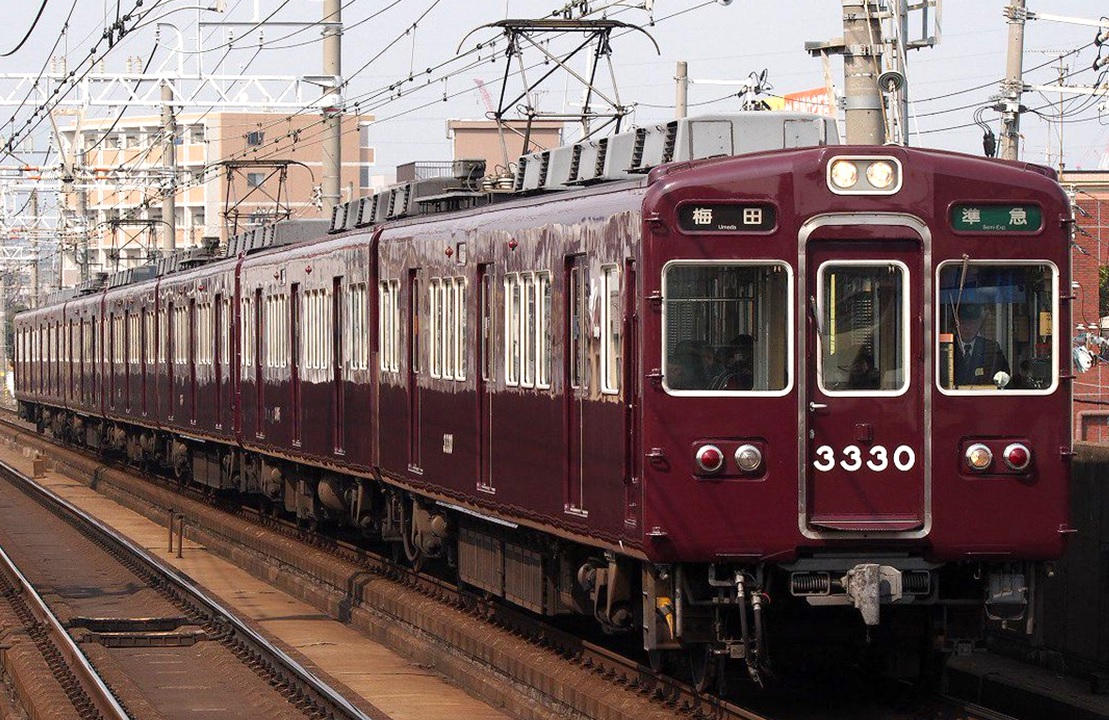
Serie 3300

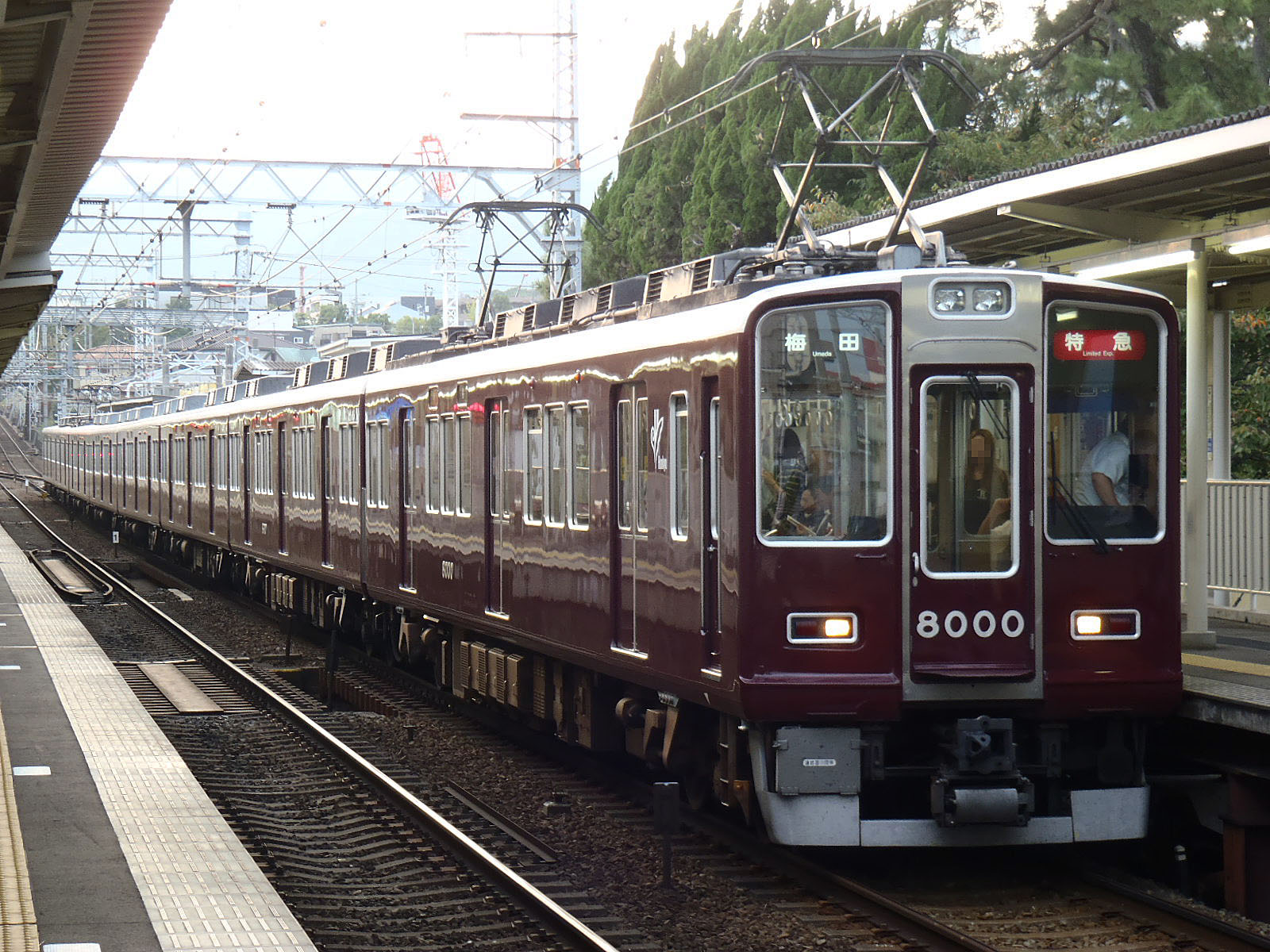
Serie 8000

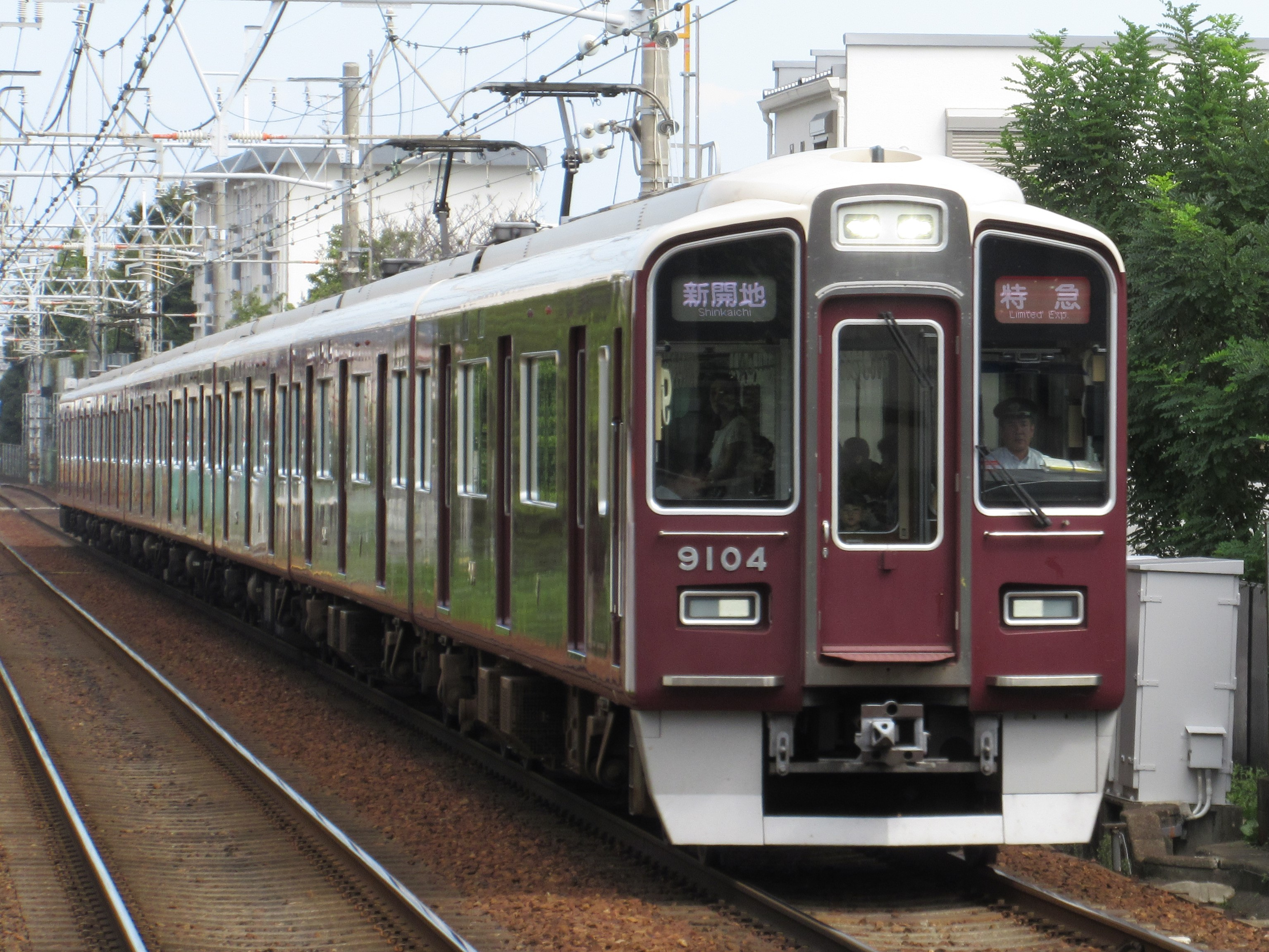
Serie 9000

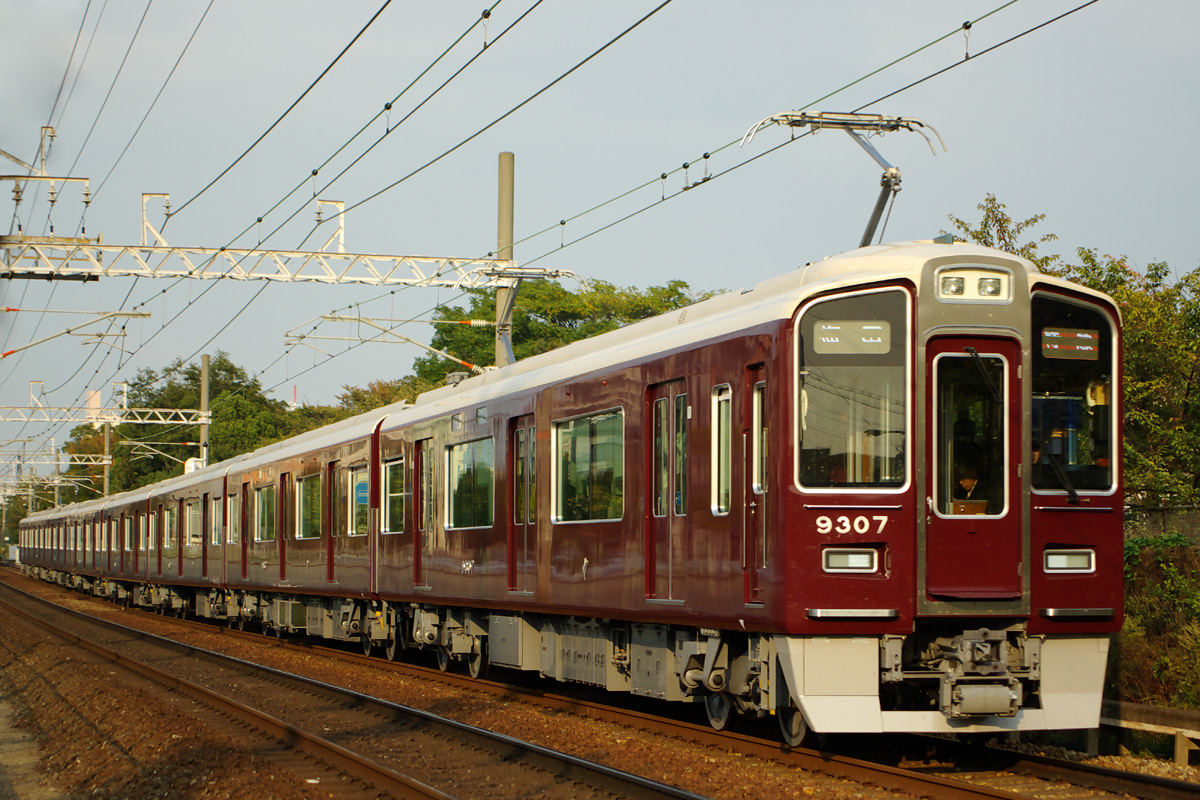
Serie 9300

### Líneas Kōbe y Takarazuka
- Serie 1000
- Serie 3000
- Serie 3100
- Serie 5000
- Serie 5100
- Serie 6000
- Serie 7000
- Serie 8000
- Serie 8200
- Serie 9000

### Línea Kioto
- Serie 1300
- Serie 2300
- Serie 3300
- Serie 5300
- Serie 6300
- Serie 7300
- Serie 8300
- Serie 9300

## Tarifas
| Longitud (km) | Tarifa           | Tarifa         |
| Longitud (km) | Tarifa de adulto | Tarifa de niño |
| ------------- | ---------------- | -------------- |
| 1–4           | 150              | 80             |
| 5–9           | 190              | 100            |
| 10–14         | 220              | 110            |
| 15–19         | 270              | 140            |
| 20–26         | 280              | 140            |
| 27–33         | 320              | 160            |
| 34–42         | 370              | 190            |
| 43–51         | 400              | 200            |
| 52–60         | 470              | 240            |
| 61–70         | 530              | 270            |
| 71–76         | 620              | 310            |